# Acta Arithmetica
Acta Arithmetica – czasopismo matematyczne założone w 1935 roku w Warszawie przez Salomona Lubelskiego i Arnolda Walfisza.
Współcześnie pismo to jest wydawane przez Instytut Matematyczny PAN, ISSN:
0065-1036(p) 1730-6264(e). Wszystkie publikowane w nim artykuły są indeksowane i opisywane w Mathematical Reviews i zbMATH Open.

## Tematyka i komitet redakcyjny
Pismo publikuje oryginalne prace badawcze w zakresie arytmetyki teoretycznej i teorii liczb.
W składzie Komitetu Redakcyjnego czasopisma znajdują się (2024):  D.R. Heath-Brown, J. Kaczorowski, W.M. Schmidt, U. Zannier i M. Radziejewski (sekretarz), a wśród doradzających edytorów są m.in. H. Iwaniec, J. Maynard, W. Narkiewicz i M. Radziwiłł.
Adres redakcji: Acta Arithmetica, Uniwersytetu Poznańskiego 4, 61-614 Poznań.

## Historia
Pismo zostało założone w 1935 jako trzecie polskie czasopismo matematyczne poświęcone tylko jednej gałęzi matematyki. Rok później fakt ten był tak skomentowany przez J.D. Tamarkina:
Całkiem niedawno, w 1935, założono w Polsce nowe ważne czasopismo, Acta Arithmetica, poświęcone teorii liczb! Tak więc Polska jest jedynym krajem utrzymującym trzy wysoce wyspecjalizowane czasopisma poświęcone matematyce teoretycznej.
W okresie II Rzeczypospolitej ukazały się 3 tomy czasopisma. Zostało ono wznowione po wojnie dopiero w 1958 roku kiedy ukazał się tom 4. (redaktorem naczelnym był wtedy Wacław Sierpiński). Czasopismo ukazuje się nieprzerwanie do dzisiaj (tom 213 ukazał się w 2024 roku).